# Diriangén Fútbol Club
O Diriangén Fútbol Club é um clube de futebol da Nicarágua com sede na cidade de Diriamba. Atualmente, disputa a Primeira Divisão do futebol nicaraguense. Seu estádio é o Estadio Cacique Diriangén e é o clube da Nicarágua mais bem sucedido com 25 títulos nacionais, incluindo três consecutivos neste século (2004, 2005 e 2005-2006) e na temporada de 2006-2007 perdeu na final contra o Real Estelí, seu grande rival.
Fundado em 1917 e desde 1931 que começou a primeira liga organizada, tem participado continuamente na primeira divisão, é o único clube no país que nunca entrou na categoria de ascensão. Entre 1940 a 1946, o clube ganhou 6 títulos consecutivos.
A nível internacional, destaca-se sua participação na Liga dos Campeões da CONCACAF em 1997, que chegou na segunda fase, derrotando o AFC Euro Kickers do Panamá, com um placar agregado de 6 a 5. Na fase seguinte, enfrentou a Liga Deportiva Alajuelense, que foi o campeão da taça na época e derrotou em Diriama por 3 a 2, tornando-se assim, a única equipe da Nicarágua a derrotar, em competições oficiais, um clube da Costa Rica.
Títulos:
Nacionais:
Campeonato Nicaraguense:
1940, 1941, 1942, 1943, 1944, 1945, 1949, 1953, 1956, 1959, 1969, 1970, 1974, 1981, 1982, 1983, 1987, 1989, 1992, 1995, 1996, 1997, 2000, 2005, 2006, Clausura 2018, 2021 Clausura, 2021 Apertura, Clausura 2022 e 2023 Apertura
Copa da Nicarágua: 

1996, 1997 e 2020